# Geração Chiquititas
Geração Chiquititas é um especial brasileiro produzido pelo SBT em parceria com o +SBT. Com apresentação de Tiago Abravanel o programa celebra a primeira geração da novela  Chiquititas, exibida originalmente em 1997, reunindo elenco, fãs e momentos marcantes da trama.
A estreia ocorreu em 15 de dezembro de 2024 pelo +Novelas, canal fast do streaming e também na TV Aberta logo após o Programa Silvio Santos. Em 19 de dezembro, a atração foi reeditada e foi disponibilizada em 5 episódios no catálogo do +SBT.
O especial conta com direção de Solange Serafim e participação de Fernanda Souza, Flávia Monteiro, Gisele Frade, Ana Olivia Seripieri, Elisa Veeck, Nelson Freitas e outros nomes que marcaram a novela.

## Sinopse
Os fãs da primeira geração de Chiquititas poderão matar a saudade dos atores que participaram da novela que marcou a infância e adolescência de milhares de espectadores. Apresentado por Tiago Abravanel, o especial traz apresentações musicais, coreografias icônicas e momentos nostálgicos, permitindo que o público reviva cenas marcantes e conheça histórias de bastidores. Com uma combinação de emoção e nostalgia, o programa reforça que o amor por Chiquititas permanece vivo nas memórias e nos corações dos fãs.

## Elenco
- Fernanda Souza
- Flávia Monteiro
- Gisele Frade
- Ana Olivia Seripieri
- Elisa Veeck
- Nelson Freitas
- Magali Biff
- Jiddu Pinheiro
- Vivian Nagura
- Aretha Oliveira
- Pierre Bittencourt
- Giselle Medeiros
- Beatriz Botelho
- Felipe Chammas
- Luan Ferreira
- Xico Abreu (Xá)

### Participações Especiais
- Carla Diaz
- Débora Olivieri
- Paloma Bernardi
- Vitor DiCastro
- Raissa Chaddad (Versão 2013)
- Júlia Olliver (Versão 2013)